# Ambrose Puthenveettil
Ambrose Puthenveettil (ur. 21 sierpnia 1967 w Palliport) – indyjski duchowny katolicki, biskup Kottapuram od 2024.

## Życiorys

### Prezbiterat
Święcenia kapłańskie otrzymał 11 czerwca 1995 i został inkardynowany do diecezji Kottapuram. Pracował głównie jako duszpasterz parafialny, był też m.in. sekretarzem biskupim, wicerektorem niższych seminariów oraz papieskiego seminarium w Aluvie, a także kustoszem diecezjalnego sanktuarium św. Antoniego.

### Episkopat
30 listopada 2023 papież Franciszek mianował go biskupem Kottapuram.
20 stycznia 2024 przyjął święcenia biskupie w katedrze św. Michała w Kottapuram, których udzielił jemu arcybiskup Joseph Kalathiparambil.